# Argentinië op de Olympische Winterspelen 1928
Tijdens de Olympische Winterspelen van 1928 die in Sankt Moritz werden gehouden nam Argentinië deel met 10 sporters, allen bobsleeërs. In totaal werden er geen medailles verdiend. Het eerste bobsleeteam miste op 0,7 seconden het brons.

## Prestaties van alle deelnemers

### Bobsleeën
| naam | prestatie | run 1  | run 2  | totaal | verschil met winnaar |
| --- | --------- | ------ | ------ | ------ | -------------------- |
| Argentinië I Arturo Gramajo (piloot) Mariano Domari Rafael Iglesias Ricardo Gonzáles Moreno John Victor Nash | 4e        | 1.40,1 | 1.42,5 | 3.22,6 | 2,1                  |
| Argentinië II Eduardo Hope (piloot) Jorge del Carril Horacio Gramajo Horacio Iglesias Héctor Milberg         | 5e        | 1.42,3 | 1.40,6 | 3.22,9 | 2,4                  |

Argentinië · België · Canada · Duitsland · Estland · Finland · Frankrijk · Groot-Brittannië · Hongarije · Italië · Japan · Joegoslavië · Letland · Litouwen · Luxemburg · Mexico · Nederland · Noorwegen · Oostenrijk · Polen · Roemenië · Tsjecho-Slowakije · Verenigde Staten · Zweden · Zwitserland